# Obwód czelabiński
Obwód czelabiński (ros. Челябинская область) – jednostka administracyjna Federacji Rosyjskiej.

## Geografia
Obwód położony jest na południu Uralskiego Okręgu Federalnego. Graniczy na południu z Kazachstanem, na zachodzie z obwodem orenburskim i Baszkirią, od północy z obwodem swierdłowskim, a od wschodu z obwodem kurgańskim.
Jest ważnym regionem przemysłu ciężkiego. Rozwinięte głównie hutnictwo, przemysł maszynowy i metalowy. Wydobycie: węgiel brunatny, ruda żelaza, miedź, fosforyty, złoto, magnezyt, grafit, talk. 
Ważniejsze miasta: Czelabińsk (Челябинск), Magnitogorsk (Магнитогорск), Złatoust (Златоуст), Miass (Миасс), Oziorsk (Озёрск), Troick (Троицк).

## Historia
Obwód utworzono 17 stycznia 1934.

## Tablice rejestracyjne
Tablice pojazdów zarejestrowanych w obwodzie czelabińskim mają oznaczenie 74 w prawym górnym rogu nad flagą Rosji i literami RUS.